# Johann von Lichtenberg
Johann von Lichtenberg (* 1300/1305; † 13. September 1365) war von 1353 bis 1365 Bischof von Straßburg.

## Leben
Johann entstammte dem elsässischen Adelsgeschlecht der Herren von Lichtenberg, das mit Konrad III. und Friedrich I. bereits zwei Straßburger Bischöfe gestellt hatte. Seine Eltern waren Johann, Herr von Lichtenberg († 1324) und Mezza von Saarbrücken.
Er war als Reichsvikar im Dienst Karls IV. tätig. Im Straßburger Domkapitel hatte er die Ämter des Propstes, Dekans, Kantors und Schenken inne. Nachdem ihn Berthold von Buchegg kurz vor seinem Tode zum Stellvertreter ernannt hatte, wählte ihn das Domkapitel am 2. Dezember 1353 zum Bischof von Straßburg. Die Bestätigung durch Papst Innozenz VI. erfolgte kurz darauf. Trotz vorheriger Erfahrung in der Reichspolitik konzentrierte sich Johann auf die Belange des Hochstifts.
Gegenüber der Stadt Straßburg war er auf ein gutes Verhältnis bedacht, so beispielsweise in der durch die Goldene Bulle zuungunsten der Städte entschiedene Frage der Pfahlbürger, wo er nachgab, so dass der Konflikt erst um 1390 eskalierte. Versuchen des Rates, die Kompetenzen der geistlichen Gerichte einzuschränken, trat er jedoch entschieden entgegen. Gemeinsam mit den Herren von Lichtenberg und der Stadt Straßburg trat er mehrfach den zur Dekapolis zusammengeschlossenen elsässischen Städten entgegen. Bereits zu Beginn seiner Amtszeit, 1354, hielt er eine Diözesansynode ab und erließ Statuten. Gegen Ende seiner Amtszeit wurde das Elsass während des Hundertjährigen Kriegs durch englische Truppen verheert. Johann wurde nach seinem Tode in einer Kapelle des Straßburger Münsters bestattet.

## Territorialpolitik und Wappenvereinigung
Johann von Lichtenberg erwarb von den Grafen von Oettingen die Landgrafschaft Unterelsass und erweiterte das Territorium des Hochstifts durch den Ankauf mehrerer Schlösser und Ortschaften. Friedrich II. von Oettingen starb 1357, sein Sohn Ludwig X. verkaufte 1359 den Landgrafentitel und den gesamten Besitz an Bischof Johann von Straßburg. Der hinterließ die Grafschaft Werd seinen Nachfolgern im Amt, trug Teile davon aber Mitgliedern seiner Familie, den Herren von Lichtenberg zu Lehen auf. Den Landgrafentitel übernahmen die Bischöfe von Straßburg nicht.
Das gevierte fürstbischöfliche Wappen von Straßburg führt demnach das ursprüngliche Wappen des Bistums und das Wappen der Grafschaft Werd, das heißt, ein rotes Schild mit schrägrechtem silbernen Balken in den Feldern 1 und 4, ein silbernes Schild mit schrägrechtem roten Balken und gesticktem Saum in den Feldern 2 und 3.
Dieses Wappen wurde von dem Erzbistum übernommen.